# Монтефалько
Монтефа́лько (итал. Montefalco) — коммуна в Италии, располагается в области Умбрия, подчиняется административному центру Перуджа.
Население составляет 5686 человек (на 2004 г.), плотность населения составляет 82 чел./км². Занимает площадь 69 км². Почтовый индекс — 6036. Телефонный код — 0742.
Покровителем коммуны почитается святой Фортунат из Сполето, день памяти ─ 1 июня.

## Города-побратимы
- Вильсекланд (Франция)
- Сент-Элали (Франция)